# Assa (film)
Assa (Асса) è un film del 1987 diretto da Sergej Solov'ëv.

## Trama
Il film racconta di una giovane ragazza che, per la noia di una vita brillante, collega il suo destino con una grande autorità gangster.